# マーガレット・ランディス
マーガレット・ランディス（Margaret Landis、1890年8月31日 - 1981年4月8日）は、アメリカ合衆国の女優。テネシー州出身。

## 出演作品
- 青春と冒険
- 最後の手段
- 一足飛び
- ハリエットと笛吹き
- ユーコンの強者